# 뉴스쉐어
뉴스쉐어(영어: NewsShare)는 대한민국 서울특별시에 본사를 두고 있는 종합 인터넷 신문사이다.

## 정보
뉴스쉐어는 한국 언론사에 새로운 지평을 열어가고자 젊은 기자들이 모여 언론 문화 창달과 정론직필의 인터넷 신문을 위해 2010년 7월 12일 그 뜻을 같이해서 창간, 발행하게 되었다고 밝혔다.

## 의미
종합 인터넷 신문인 뉴스쉐어(NewsShare)는 영어 News와 Share라는 두 단어를 합성한 표현이다. Share는 '나눔', '공유'라는 의미를 담고 있어 모든 뉴스와 정보를 빠르고 정확히 공유하고자 하는 뜻을 제호에서 밝혔다.